# Gardner (Illinois)
Gardner – wieś w Stanach Zjednoczonych, w stanie Illinois, w hrabstwie Grundy.

## Demografia
Zgodnie ze spisem statystycznym z 2000, miasto liczyło 1561 mieszkańców. W 2023 liczba mieszkańców spadła do 1363 osób, a gęstość zaludnienia poniżej 179 osób/km².